# Cascades de la Ferradura (Gal·les)
Les Cascades de la Ferradura (anglès: Horseshoe Falls, gal·lès: Rhaeadr y Bedol) són un salt d'aigua artificial format per un dic al riu Dee, prop de Llantysilio Hall a Denbighshire, Gal·les, uns 5 quilòmetres al nord-oest de la localitat de Llangollen.

## Història
Aquest dic de 140 m de llargada, amb la seva peculiar forma de ferradura, ajuda a formar una piscina d'aigua que entra al Canal de Llangollen a través d'una construcció adjacent, que conté una vàlvula i un mesurador de cabal. L'empresa Ellesmere Canal Company va obtenir l'autorització per la construcció del dic i el canal oest de l'aqüeducte de Pontcysyllte l'any 1804. El canal era una via d'alimentació navegable, que subministrava aigua al Canal d'Ellesmere més enllà de Pontcysyllte, i al Canal de Chester, al qual connectava prop de Nantwich. Thomas Telford va ser l'enginyer civil responsable del disseny, i el canal i l'alimentador van ser completats l'any 1808.
Des del 2009, el dic forma part d'un lloc Patrimoni de la Humanitat, el qual cobreix 18 km del Canal de Llangollen, que arrenca al costat oest de les Cascades de la Ferradura, fins més enllà de l'aqüeducte de Chirk. El canal va rebre la consideració de Patrimoni de la Humanitat per les atrevides solucions d'enginyeria civil que van caldre per construir un canal sense rescloses en un emplaçament tan difícil.